# نوبوهیرو واتسوکی
نوبوهیرو واتسوکی (انگلیسی: Nobuhiro Watsuki; ۲۶ مهٔ ۱۹۷۰ – ) مانگاکا، تصویرگر، تهیه‌کننده تلویزیونی، و فیلم‌نامه‌نویس اهل ژاپن بود.